# Rhaphium dialatatum
Rhaphium dialatatum är en tvåvingeart som beskrevs av Christian Rudolph Wilhelm Wiedemann 1830. Rhaphium dialatatum ingår i släktet Rhaphium och familjen styltflugor. Inga underarter finns listade i Catalogue of Life.